# Mito-motore
Il mito-motore (dal francese mythomoteur) o motore del mito è un mito costitutivo dell'identità di un gruppo etnico. Il termine fu utilizzato per la prima volta da Ramon de Abadal y de Vinyals e fu successivamente usato da John Alexander Armstrong nel suo Nations before Nationalism. È diventato un concetto ricorrente negli studi di Anthony D. Smith sull'etnia e il nazionalismo, in particolare nel suo Le origini etniche delle nazioni.